# 拉斯洛馬斯 (加利福尼亞州)
拉斯洛馬斯（英語：Las Lomas）是位於美國加利福尼亞州蒙特雷縣的一個人口普查指定地區。

## 地理
拉斯洛馬斯的座標為36°51′55″N 121°44′06″W / 36.86528°N 121.73500°W，而該地最高點為海拔高度13米（即43英尺）。

## 人口
根據2010年美國人口普查的數據，拉斯洛馬斯的面積為2.686平方千米，均為陸地。當地共有人口3024人，而人口密度為每平方千米1,125人。